# Czernyola borneoensis
Czernyola borneoensis är en tvåvingeart som beskrevs av Mitsuhiro Sasakawa 1971. Czernyola borneoensis ingår i släktet Czernyola och familjen träflugor. Inga underarter finns listade i Catalogue of Life.